# Ungoogled-chromium
ungoogled-chromium — це безкоштовний варіант веб-переглядача Chromium із відкритим кодом, який видаляє всі веб-служби Google.   Це досягається за допомогою серії патчів, застосованих до кодової бази Chromium під час процесу компіляції. Результат функціонально подібний до звичайного Chromium.

## Особливості
- Вимкнення функцій, для яких потрібні домени Google, зокрема Google Safe Browsing.[10]
- Заміна веб-доменів Google на неіснуючі домени та блокування внутрішніх запитів до цих доменів.[10]
- Видалення двійкових блоків із коду Chromium і заміна їх власними альтернативами.[10]
- Додавання десятків прапорців для зміни поведінки браузера, яку інакше неможливо налаштувати.[10]

Деякі функції звичайного Chromium не працюють однаково на ungoogled-chromium. Наприклад, для встановлення інших розширень із Веб-магазину Chrome потрібне спеціальне розширення веб-переглядача під назвою «chromium-web-store».

## Історія
Проект ungoogled-chromium був заснований любителем під ніком Eloston у 2015 році. Спочатку він був розроблений для Linux, потім для інших операційних систем. Раніше Eloston випускав збірки, але згодом припинив це робити та дозволив іншим надавати збірки з його виправленнями.
Починаючи з 2019 року Eloston значно скоротив свою участь у проекті, а інші любителі продовжили підтримувати патчі. У 2022 році репозиторій GitHub було перенесено з особистого облікового запису Eloston до нового облікового запису «ungoogled-software».